# Millettia lastoursvillensis
Millettia lastoursvillensis är en ärtväxtart som beskrevs av François Pellegrin. Millettia lastoursvillensis ingår i släktet Millettia och familjen ärtväxter. Inga underarter finns listade i Catalogue of Life.